# Oxyrhachis pubescens
Oxyrhachis pubescens är en insektsart som beskrevs av Capener 1962. Oxyrhachis pubescens ingår i släktet Oxyrhachis och familjen hornstritar. Inga underarter finns listade i Catalogue of Life.